# О широке
Широке О, широкий он (Ѻ, ѻ) — позиційний гліф кириличної літери О. Тут «он» (ѻнъ) — традиційна назва букви О в церковнослов'янській азбуці.
Широке О використовується тільки в церковнослов'янській мові, не вважаючись окремою буквою у підручниках і граматиках. У якості великої літери звичайно вживається широкий он (Ѻ), а мала літера пишеться у двох варіантах: широкому (ѻ) і правильному (о). Фонетично широке О збігається зі звичайним.
У стандартній церковнослов'янській орфографії (з середини XVII ст. і донині) широка форма літери О вживається замість правильної в таких позиціях:
- як перша літера кореня слова:
  - у простих формах слів (ѻгнь, ѻтрокъ)
  - після префікса (праѻтецъ)
  - у складних словах (ѻбоюдуѻстрый);
- у двох географічних назвах (Іѻрданъ — річка Йордан; Іѻппіа — місто Яффа) і їхніх похідних;
- як числовий знак, що позначає число 70.

Історично широкий он вживався також у пізніх давньоруських пам'ятках, зокрема в берестяних грамотах, у положенні на початку слова чи складу. У староросійських рукописах широке написання трапляється на позначення закритого голосного, що розвинувся в північноросійських говорах із XIV ст. У таких самих функціях могли вживатися інші літери: очне О або омега.